# Mójate
Mójate fue un programa de televisión emitido por Cuatro y presentado por Marbelys Zamora y Rafa Méndez. Fue estrenado el 4 de julio de 2011.

## Formato
El programa consistía en demostrar el ritmo de cada concursante. Había dos equipos (uno rojo y otro azul). Primero competían entre los miembros de un grupo y después los miembros del otro. Los participantes que fueran elegidos por Marbelys y Rafa luchaban por los 1.000 euros.
Una semana antes de la final y de elegir al ganador, Mediaset España pasó a emitir las semifinales del programa en La Siete a las 20:00 horas. El ganador, fue premiado con un cheque de 5000 euros.